# 妹尾輝男
妹尾 輝男（せのお てるお）は、日本の実業家、コンサルタント。元コーン・フェリー日本代表。現特別顧問。

## 人物・経歴
都立新宿高校卒業。1975年、横浜国立大学経営学部卒業。ロンドン、バミューダ諸島、東京にて石油製品トレーディング会社に勤務した後、1988年、スタンフォード大学経営学修士(MBA)取得。ベイン・アンド・カンパニーを経て、世界最大の人材組織コンサルティング会社であるコーン・フェリーに入社。
同グループで30年以上、主にグローバル・トップ企業のエグゼクティブ・クラスを対象に、ヘッドハンターとして第一線で活躍。その間、日本法人社長を9年間、会長を1年間務め、現在は特別顧問。ヘッドハントしたエグゼクティブの数は400人を超える。
坂本龍一とは新宿高校時代の同級生で親交があった。

## 著書
- 「世界は悪ガキを求めている 〜新時代を勝ち抜く人の思考・行動・キャリア」（東洋経済新報社 2022年）